# Бом-ла-Рош
Бом-ла-Рош (фр. Baulme-la-Roche) — коммуна во Франции, находится в регионе Бургундия. Департамент коммуны — Кот-д’Ор. Входит в состав кантона Сомбернон. Округ коммуны — Дижон.
Код INSEE коммуны — 21051.

## Население
Население коммуны на 2010 год составляло 113 человек.
| 1962 | 1968 | 1975 | 1982 | 1990 | 1999 | 2010 |
| ---- | ---- | ---- | ---- | ---- | ---- | ---- |
| 120  | 106  | 77   | 88   | 100  | 118  | 113  |

## Экономика
В 2010 году среди 70 человек трудоспособного возраста (15—64 лет) 52 были экономически активными, 18 — неактивными (показатель активности — 74,3 %, в 1999 году было 71,6 %). Из 52 активных жителей работали 44 человека (23 мужчины и 21 женщина), безработных было 8 (3 мужчин и 5 женщин). Среди 18 неактивных 8 человек были учениками или студентами, 6 — пенсионерами, 4 были неактивными по другим причинам.